# Prowincja Lukka
Lukka (wł. Lucca, ofic. Provincia di Lucca) – prowincja we Włoszech. 
Nadrzędną jednostką podziału administracyjnego jest region (tu: Toskania), a podrzędną jest gmina.
Liczba gmin w prowincji: 35.